# Elektrownia jądrowa Latina
Elektrownia jądrowa Latina – pierwsza włoska elektrownia jądrowa; pierwsza elektrownia jądrowa wyeksportowana przez Wielką Brytanię; nieczynna i w trakcie demontażu. Położona koło miasta Latina, ok. 70 km na południe od Rzymu. Rozpoczęła pracę komercyjną 1 stycznia 1964. Trwale wyłączona od 1 grudnia 1987. W 2007 roku na terenie elektrowni powstało nowe laboratorium dozymetryczne, na potrzeby demontażu elektrowni.

## Historia

### Budowa i działalność
Budowę elektrowni rozpoczęto w 1958 roku, 6 lat po powołaniu włoskiego Narodowego Komitetu Badań Jądrowych (CNRN). Kierowała nią British Nuclear Power Plant Group, a ówczesnym zleceniodawcą była włoska AGIP Nucleare Group. Była to pierwsza elektrownia jądrowa wyeksportowana przez brytyjski przemysł.
Jedno z badań wstępnych związanych z budową elektrowni zostało sfinansowane przez Międzynarodowy Bank Odbudowy i Rozwoju, część Banku Światowego. Był to pierwszy projekt z dziedziny energetyki jądrowej finansowany ze środków Banku Światowego.
Fundament reaktora, wylewany od maja do lipca 1959, powstał na płytko położonych (2,5–4,5 metra pod powierzchnią) skałach wulkanicznych. Fundament wylano z 7 560 m³ betonu.
Elektrownia korzystała z reaktora chłodzonego ditlenkiem węgla, z moderatorem grafitowym, typu Magnox. Był to pierwszy w Europie reaktor energetyczny o mocy 200 MW. Zbiornik reaktora został dostarczony z Wielkiej Brytanii. Zespawano go na miejscu i sprawdzono metodami radiograficznymi i hydraulicznymi. Zbiornik reaktora EJ Latina był pierwszym zbiornikiem wyprodukowanym w Wielkiej Brytanii testowanym metodami hydraulicznymi.
Budowę elektrowni ukończono z około rocznym opóźnieniem.
W 1969 elektrownia została wyłączona na 207 dni w celu inspekcji stalowych elementów reaktora i generatorów pary. Z uwagi na wykryte zwiększone utlenianie się stali w kontakcie z gorącym chłodziwem (ditlenek węgla), zdecydowano się na stałe zmniejszenie temperatury chłodziwa opuszczającego reaktor, z 390 °C do 360 °C. Skutkiem czego było zmniejszenie mocy z 210 do 160 MW. 
W 1980 elektrownia odczuła skutki trzęsienia ziemi, którego epicentrum znajdowało się w odległości 217 km. Blok znajdował się wówczas w trakcie planowanego postoju. Elektrownia posiadała czujniki sejsmiczne wyzwalające awaryjne wyłączenie reaktora przy wstrząsach przekraczających 0,01 g lub 0,03 g. Te pierwsze nie aktywowały się, ale wyjątkowo wysoka czułość drugiego typu czujników na częstotliwości 1 Hz spowodowała SCRAM i tak wyłączonego reaktora.
W trakcie całego okresu pracy w reaktorze wypalono 1 170 ton paliwa jądrowego.

## Dane techniczne
| Nr bloku                 | Blok 1                                   |
| ------------------------ | ---------------------------------------- |
| Typ                      | Reaktor chłodzony gazem                  |
| Model                    | MAGNOX                                   |
| Status                   | W trakcie demontażu                      |
| Dostawca                 | The Nuclear Power Group (TNPG)           |
| Właściciel               | Societa Gestione Impanti Nucleari S.P.A. |
| Operator                 | Societa Gestione Impanti Nucleari S.P.A. |
| Data rozpoczęcia budowy  | 1 listopada 1958                         |
| Data osiąg. stanu kryt.  | 27 grudnia 1962                          |
| Data włączenia do sieci  | 12 maja 1963                             |
| Data trwałego wyłączenia | 1 grudnia 1987                           |
| Moc elektryczna netto    | 153 MW                                   |
| Moc elektryczna brutto   | 160 MW                                   |
| Moc termiczna            | 660 MW                                   |
| Współczynnik wydajności  | 71,1%                                    |

### Zamknięcie
Elektrownia została zamknięta, wraz z pozostałymi trzema włoskimi elektrowniami jądrowymi, w wyniku krajowego referendum przeprowadzonego w 1987. Referendum było objawem silnie antyatomowego nastawienia społeczeństwa włoskiego na skutek katastrofy w EJ Czarnobyl. Po 5 latach moratorium, w 1992, rząd wydał ostateczną decyzję o wyłączeniu wszystkich elektrowni jądrowych.
Jako metodę zabezpieczenia elektrowni początkowo wybrano „bezpieczne składowanie” przez okres 40–50 lat. Po prywatyzacji i przekształceniu operatora elektrowni (państwowej firmy ENEL w prywatną grupę Sogin), zmieniono krajową politykę demontażu elektrowni. Zdecydowano się na możliwie najszybszy demontaż. Koszt zmiany strategii został rozłożony w czasie w postaci dodatkowej opłaty do energii elektrycznej, ustanowionej i kontrolowanej przez włoski urząd regulacji. Data demontażu uzależniona była od powstania krajowego składowiska odpadów niskoaktywnych i tymczasowego składowiska odpadów wysokoaktywnych. Według stanu na rok 2017 składowisko takie ma zostać uruchomione w 2025.
Operator elektrowni poprosił o wsparcie brytyjską firmę British Nuclear Fuels Ltd. (BNFL), która zajmowała się w tym czasie demontażem 3 brytyjskich reaktorów typu Magnox i planowała demontaż kolejnych dwóch bloków jądrowych, w tym elektrowni Bradwell - bardzo podobnej do EJ Latina. BNFL miał również doświadczenie związane z projektami szybkiego demontażu zebrane m.in. przy brytyjskim reaktorze WAGR czy amerykańskim Big Rock Point.

## Demontaż
Demontaż elektrowni trwa od 1987 roku. Do 1991 roku usunięto wypalone paliwo jądrowe, które trafiło do przerobu do Francji i Wielkiej Brytanii. W 2006 roku zdemontowano i usunięto dolne orurowanie budynku reaktora. W 2008 wyburzono wnętrze hali turbin i budynków generatorów Diesla. W 2011 zdemontowano i usunięto górne orurowanie obiegu pierwotnego reaktora. We wrześniu tego samego roku zakończono likwidację 750-metrowego pirsu nad morzem, który służył do obsługi elektrowni. Od sierpnia do grudnia 2012 trwał rozbiór budynku hali turbin (128,5 metra dł. × 35,5 m szer. × 24 m wys.; 120 000 m³ kubatury).
Plan demontażu jest opóźniony w stosunku do wcześniejszych planów. Na przykład demontaż obiegu pierwotnego jeszcze w 2002 roku planowano zakończyć w roku 2006.
W 2016 roku rozebrano kolejne struktury i budynki, w tym warsztatowe.
Pierwsza faza demontażu elektrowni ma planowo zakończyć się między rokiem 2023 a 2027 (najpewniej w połowie tego okresu).
Druga, ostatnia faza demontażu, obejmująca demontaż samego reaktora, wygeneruje ok. 2 000 ton wysokoaktywnych odpadów promieniotwórczych, przede wszystkim grafitu.